# A Scanner Darkly (livro)
A Scanner Darkly é um romance de ficção científica do escritor americano Philip K. Dick, publicado em 1977. A história semiautobiográfica se passa em um distópico Condado de Orange, Califórnia, no futuro de junho de 1994, e inclui um extenso retrato da cultura e do uso de drogas (tanto de forma recreativa quanto abusiva). O romance é uma das obras mais conhecidas de Dick e serviu de base para um filme homônimo de 2006, dirigido por Richard Linklater.

## Resumo do enredo
O protagonista é Bob Arctor, membro de uma família de usuários de drogas, que também vive uma vida dupla como agente policial disfarçado designado para espionar a família Arctor. Arctor esconde sua identidade dos membros da subcultura das drogas e da polícia. (A exigência de que os agentes de narcóticos permaneçam anônimos, para evitar conluio e outras formas de corrupção, torna-se um ponto crítico da trama no final do livro). Enquanto se faz passar por usuário de drogas, Arctor se torna viciado na "Substância D" (também chamada de "Morte Lenta (Slow Death)", "Morte" ou "D"), uma poderosa droga psicoativa. Um conflito é o amor de Arctor por Donna, uma traficante de drogas, por meio da qual ele pretende identificar traficantes de alto nível da Substância D.
Ao realizar seu trabalho como agente secreto, Arctor atende pelo nome de "Fred" e veste um "traje de confusão" que oculta sua identidade dos outros policiais. Assim, ele pode se sentar em uma instalação policial e observar seus colegas de casa por meio de "scanners holográficos", dispositivos de vigilância audiovisual colocados em toda a casa. O uso da droga por Arctor faz com que os dois hemisférios de seu cérebro funcionem independentemente ou "compitam". Quando Arctor se vê nos vídeos salvos pelos scanners, ele não percebe que é ele. Por meio de uma série de testes psicológicos e de drogas, os superiores de Arctor no trabalho descobrem que seu vício o tornou incapaz de realizar seu trabalho como agente de narcóticos. Eles não sabem sua identidade porque ele usa o "traje de confusão", mas quando seu supervisor de polícia sugere que ele pode ser Bob Arctor, ele fica confuso e acha que isso não é possível.
Donna leva Arctor para "Novo Caminho", uma clínica de reabilitação, no momento em que Arctor começa a sentir os sintomas da abstinência da Substância D. É revelado que Donna tem sido uma agente de narcóticos o tempo todo, trabalhando como parte de uma operação policial para se infiltrar na clínica Novo Caminho e determinar sua fonte de financiamento. Sem seu conhecimento, Arctor foi selecionado para entrar na organização. Como parte do programa de reabilitação, Arctor é rebatizado como "Bruce" e forçado a participar de jogos cruéis de dinâmica de grupo, com o objetivo de dificultar a vida dos pacientes.
A história termina com Bruce trabalhando em uma comunidade agrícola do Novo Caminho, onde ele está passando por um sério déficit neurocognitivo, depois de parado de usar a Substância D. Embora seja considerado por seus manipuladores como nada mais do que uma casca ambulante de um homem, "Bruce" consegue identificar fileiras de flores azuis crescendo escondidas entre fileiras de milho e percebe que as flores azuis são Mors ontologica, a fonte da Substância D. O livro termina com Bruce escondendo uma flor em seu sapato para dar a seus "amigos" - agentes policiais disfarçados que se fazem passar por viciados em recuperação na clínica Novo Caminho, em Santa Ana, no Dia de Ação de Graças.

## Natureza autobiográfica
A Scanner Darkly é um relato ficcional de eventos reais, baseado nas experiências de Dick na cultura das drogas dos anos 1970. Dick disse em uma entrevista: "Tudo que acontece em A Scanner Darkly, eu realmente vi."
Entre meados de 1970 (quando sua quarta esposa, Nancy, o deixou) e meados de 1972, Dick viveu de forma semicomunitária com um grupo rotativo de usuários de drogas, em sua maioria adolescentes, em sua casa no Condado de Marin, descrita em uma carta como localizada em 707 Hacienda Way, Santa Venetia. Dick explicou: "Minha esposa Nancy me deixou em 1970. Eu me envolvi com muitas pessoas de rua, apenas para ter alguém para encher a casa. Ela me deixou com uma casa de quatro quartos e dois banheiros, sem ninguém morando nela além de mim. Então, eu a enchi de pessoas de rua e me misturei com muitas pessoas que usavam drogas."
Durante esse período, o autor parou de escrever completamente e tornou-se totalmente dependente de anfetaminas, que ele vinha usando intermitentemente há muitos anos. "Tomei anfetaminas durante anos - eu conseguia produzir 68 páginas de texto por dia", disse Dick.
A personagem Donna foi inspirada em uma adolescente mais velha que se associou a Dick em algum momento de 1970; embora nunca tenham se tornado amantes, a mulher foi sua principal companhia feminina até o início de 1972, quando Dick partiu para o Canadá para fazer um discurso em uma convenção de ficção científica em Vancouver. Esse discurso, "The Android and the Human" (O Androide e o Humano), serviu de base para muitos dos temas e motivos recorrentes no romance que se seguiu. Outro ponto de virada nesse período para Dick é o suposto arrombamento de sua casa e o roubo de seus documentos.
Depois de proferir "The Android and the Human", Dick passou a participar do X-Kalay (um programa de recuperação canadense do tipo Synanon), convencendo sem esforço os assistentes sociais do programa de que ele estava alimentando um vício em heroína. A participação de Dick no programa de recuperação foi retratada no livro lançado postumamente The Dark Haired Girl (uma coleção de cartas e diários desse período, a maioria de natureza romântica). Foi no X-Kalay, enquanto fazia publicidade para a instalação, que ele concebeu a ideia de que centros de reabilitação estavam sendo usados para colher drogas secretamente (inspirando assim as clínicas Novo Caminho do livro).
No posfácio, Dick dedica o livro aos seus amigos - incluindo ele próprio - que sofreram debilitação ou morte em decorrência do uso de drogas. Espelhando o epílogo, estão as despedidas involuntárias que ocorrem ao longo da história - a constante rotatividade e o esgotamento dos jovens que conviveram com Dick durante aqueles anos. No posfácio, ele afirma que o romance é sobre "algumas pessoas que foram punidas em demasia pelo que fizeram", e que "o uso indevido de drogas não é uma doença, é uma decisão, como a decisão de sair da frente de um carro em movimento".

## Histórico e publicação
A Scanner Darkly foi um dos poucos romances de Dick a ser escrito em um longo período de tempo. Em fevereiro de 1973, em um esforço para provar que os efeitos de seu uso de anfetaminas eram meramente psicossomáticos, o autor recém-sóbrio já havia preparado um esboço completo. Um primeiro rascunho estava em desenvolvimento em março. Esse trabalho logo foi suplantado por uma nova família e pela conclusão de Flow My Tears, The Policeman Said (deixado inacabado em 1970), que foi finalmente lançado em 1974 e recebeu o prestigioso John W. Campbell Memorial Award. Campbell Award. Outras preocupações foram as experiências paranormais do início de 1974, que acabariam servindo de base para suas obras VALIS e Exegesis; um roteiro para uma adaptação cinematográfica não produzida de Ubik, de 1969; palestras ocasionais; e a conclusão acelerada da colaboração Deus Irae, com Roger Zelazny, em 1975.
Devido à sua natureza semiautobiográfica, foi torturante escrever parte de A Scanner Darkly. Tessa Dick, esposa de Philip na época, declarou certa vez que frequentemente encontrava o marido chorando quando o sol nascia após uma sessão noturna de escrita. Tessa deu entrevistas afirmando que "quando estava comigo, ele escreveu A Scanner Darkly em menos de duas semanas. Mas passamos três anos reescrevendo-o" e que ela estava "bastante envolvida no processo de escrita dele para A Scanner Darkly". Tessa declarou em uma entrevista posterior que "participou da escrita de A Scanner Darkly" e disse que "se considera a coautora silenciosa". Philip redigiu um contrato concedendo a Tessa metade de todos os direitos sobre o romance, no qual afirmava que Tessa "participou em grande parte da redação do esboço e do romance A Scanner Darkly comigo, e devo a ela metade de toda a renda derivada dele".
Havia também o desafio de transformar os eventos em "ficção científica", já que Dick achava que não conseguiria vender um romance literário ou mainstream depois de vários fracassos anteriores. Quem prestou uma ajuda inestimável nesse campo foi Judy-Lynn del Rey, chefe da divisão de ficção científica da Ballantine Books, que havia optado pelo livro. Del Rey sugeriu a mudança da linha do tempo para 1994 e enfatizou os elementos mais futuristas do romance, como o "traje de confusão" usado por Fred (que, aliás, surgiu de uma das experiências paranormais do autor). No entanto, grande parte do diálogo falado pelos personagens usava gírias hippie, datando os eventos do romance em sua "verdadeira" época de 1970-72.
Ao ser publicado em 1977, A Scanner Darkly foi aclamado pela American Library Association como "seu melhor livro até hoje!" Brian Aldiss elogiou-o como "o melhor livro do ano", enquanto Robert Silverberg elogiou o romance como "uma espécie de obra-prima, cheia de intensidade demoníaca", mas concluiu que "acontece que também não é um romance muito bem-sucedido... um fracasso, mas um fracasso impressionante". Spider Robinson criticou o romance como "às vezes fascinante, às vezes hilário, mas geralmente muito chato". As vendas foram típicas para o gênero de ficção científica nos Estados Unidos, mas edições de capa dura foram lançadas na Europa, onde todas as obras de Dick foram calorosamente recebidas. O livro não foi indicado nem para o Prêmio Nebula nem para o Prêmio Hugo, mas recebeu o prêmio britânico da British Science Fiction Association em 1978 e o prêmio francês Graouilly d'Or após sua publicação em 1979. Também foi indicado para o Prêmio Campbell em 1978 e ficou em sexto lugar na pesquisa anual da Locus.
O título do romance faz referência à frase bíblica "Through a glass, darkly" (Através de um vidro escuro), da versão do Rei Jaime de 1 Coríntios 13. Passagens da peça Fausto, de Johann Wolfgang von Goethe, também são mencionadas ao longo do romance. O filme homônimo de Ingmar Bergman também foi citado como referência para o livro, o filme retrata a descida semelhante à loucura e à esquizofrenia de sua personagem principal, retratada por Harriet Andersson.

## Adaptações

### Filme
O filme rotoscópico A Scanner Darkly foi autorizado pelo patrimônio de Dick. Foi lançado em julho de 2006 e é estrelado por Keanu Reeves como Fred/Bob Arctor e Winona Ryder como Donna. Rory Cochrane, Robert Downey Jr. e Woody Harrelson também estrelam como os colegas de casa e amigos usuários de drogas de Arctor. O filme foi dirigido por Richard Linklater.

### Audiolivro
Um audiolivro, lido por Paul Giamatti, foi lançado em 2006 pela Random House para coincidir com o lançamento da adaptação cinematográfica. Sua duração é de aproximadamente 9,5 horas em oito CDs. Essa versão é um tie-in, usando o pôster do filme como arte da capa.